# 조 도널리
조지프 사이먼 "조" 도널리 시니어(영어: Joseph Simon "Joe" Donnelly, Sr., 1955년 9월 29일 ~ )는 미국 민주당 소속의 정치인이다. 인디애나주의 전 연방 하원의원, 현 연방 상원의원이었지만 마이크 브런 인디애나주 상원의원에게 패배해 2019년 1월 3일 임기가 종료돼 임기를 마쳤다. 현재는 교황청 주미대사로 역임하고 있다.

## 역대 선거 결과
| 선거명      | 직책명                        | 대수  | 정당   | 득표율 | 득표수      | 결과 | 당락                     |
| ----------- | ----------------------------- | ----- | ------ | ------ | ----------- | ---- | ------------------------ |
| 2004년 선거 | 하원의원 (인디애나 제2선거구) | 109대 | 민주당 | 44.54% | 115,513표   | 2위  | 낙선                     |
| 2006년 선거 | 하원의원 (인디애나 제2선거구) | 110대 | 민주당 | 53.98% | 103,561표   | 1위  | 인디애나주 하원의원 당선 |
| 2008년 선거 | 하원의원 (인디애나 제2선거구) | 111대 | 민주당 | 67.09% | 187,416표   | 1위  | 인디애나주 하원의원 당선 |
| 2010년 선거 | 하원의원 (인디애나 제2선거구) | 112대 | 민주당 | 48.18% | 91,341표    | 1위  | 인디애나주 하원의원 당선 |
| 2012년 선거 | 상원의원 (인디애나 제1부)     | 113대 | 민주당 | 50.04% | 1,281,181표 | 1위  | 인디애나주 상원의원 당선 |
| 2018년 선거 | 상원의원 (인디애나 제1부)     | 116대 | 민주당 | 44.84% | 1,023,553표 | 2위  | 낙선                     |